# Johannisstift (Quedlinburg)

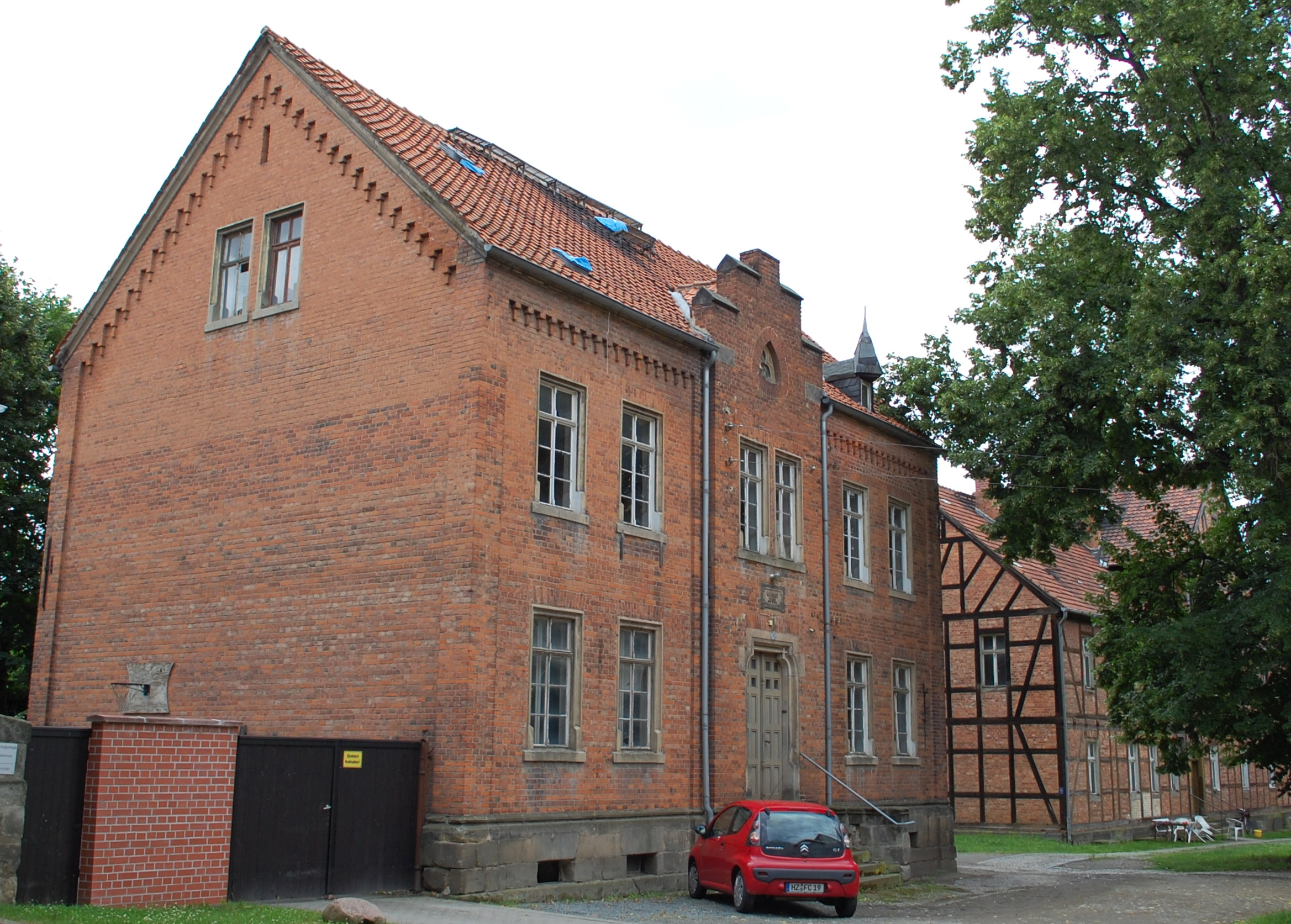
Johannisstift

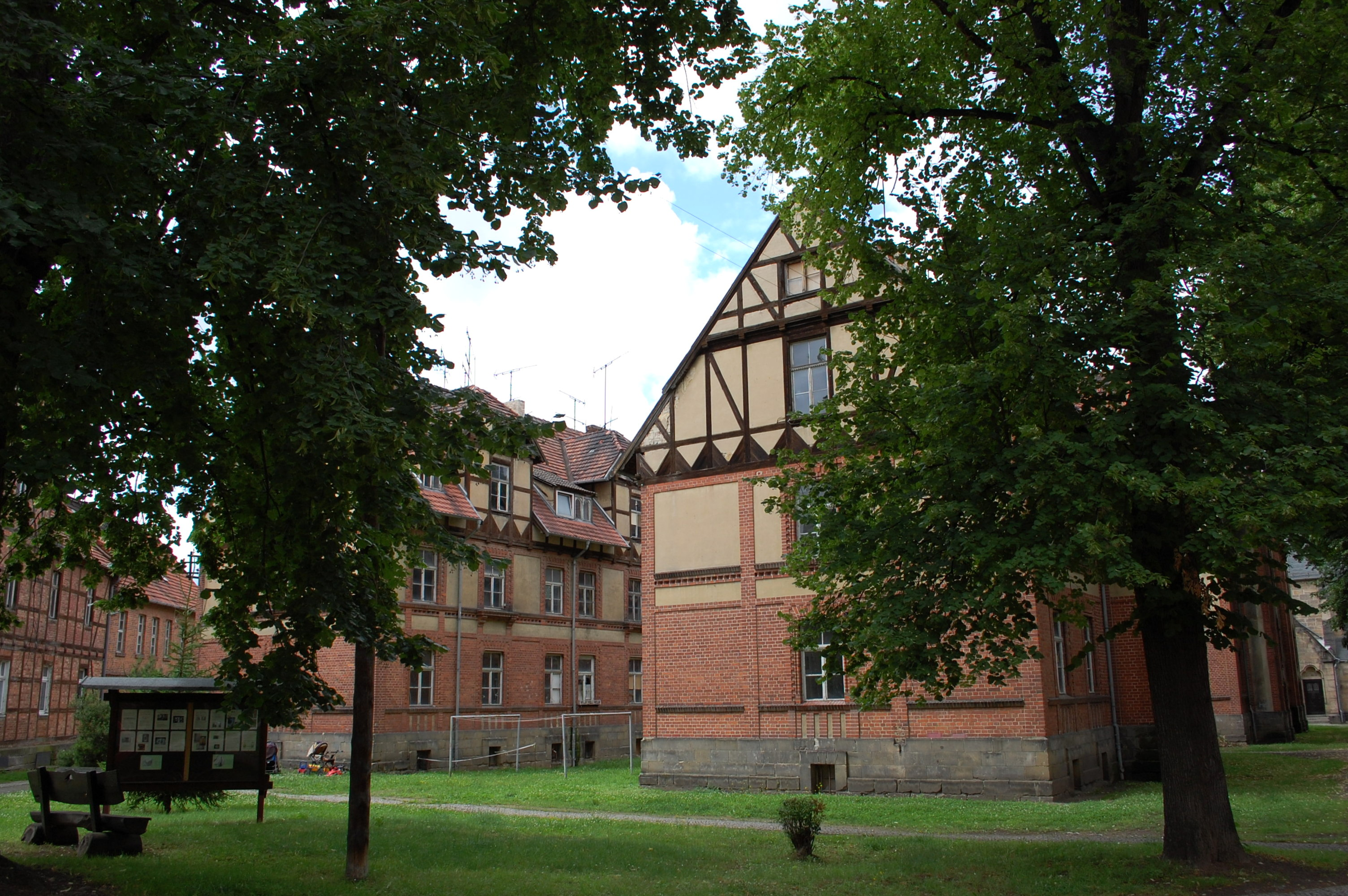
Gebäude auf dem Gelände des Johannisstifts

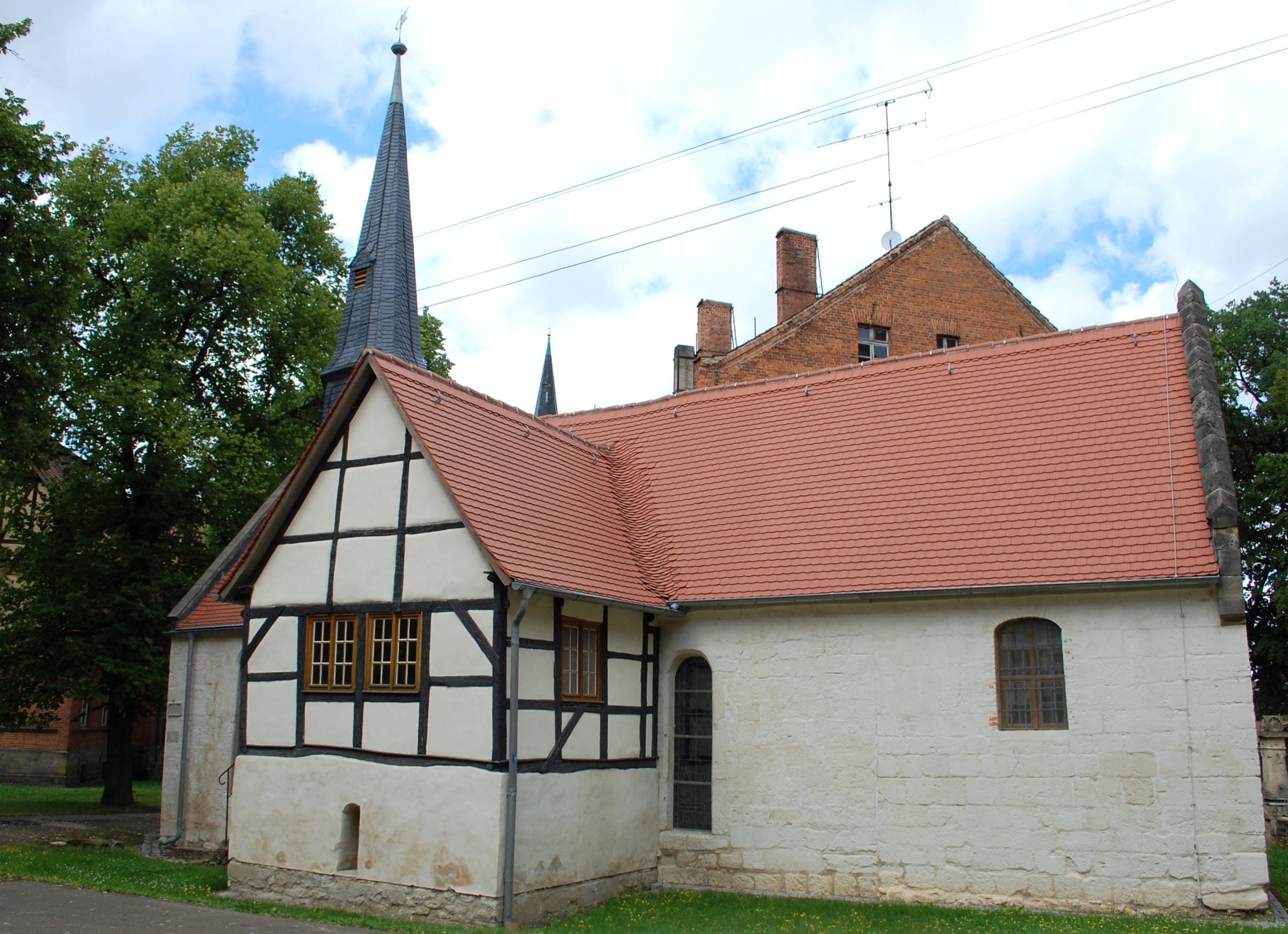
Johanniskapelle

Das Johannisstift ist ein denkmalgeschützter Gebäudekomplex in der Stadt Quedlinburg in Sachsen-Anhalt.

## Lage
Die Anlage befindet sich auf einem dreieckigen Areal an der Westseite der Stresemannstraße südlich der Quedlinburger Innenstadt im Stadtteil Süderstadt. Die Anlage ist im Quedlinburger Denkmalverzeichnis eingetragen.

## Architektur und Geschichte
Die Gründung des Stifts soll einer Sage nach durch einen askanischen Grafen im 12. Jahrhundert erfolgt sein. Er soll hier nahe einer Quelle ein Armenhospital begründet haben. Eine erste urkundliche Erwähnung stammt aus dem Jahr 1229. Aus der frühen Zeit des Stifts ist die Johanniskapelle erhalten, die bereits in der zweiten Hälfte des 12. Jahrhunderts entstand.
Die übrigen heute erhaltenen Gebäude des Stifts wurden in der Zeit zwischen 1850 und 1900 gebaut. Für viele der Bauten zeichnet der Quedlinburger Stadtbaurat Paul Laumer verantwortlich. Die Neubauten erfolgten im Stil des Spätklassizismus, der Neogotik und des Historismus, wobei die Bauausführung in Fachwerk und Backstein erfolgte.
Am Nordostende des Gebiets entstand 1906, nach der Eingliederung des Heiliggeisthospitals, die Sankt-Johannis-Kirche als Spitalkirche.
Umgeben ist das Stiftsgelände durch eine ebenfalls denkmalgeschützte schmiedeeiserne Grundstückseinfriedung.
Zum Johannisstift gehörte auch ein etwas weiter südlich gelegener Friedhof, dessen Gelände heute in die Parkanlage Johannishain integriert ist.